# 기아 시로스
기아 시로스(Syros)는 2025년부터 인도에서 시작해 아시아태평양, 중남미, 아프리카, 중동 지역에서 판매 예정인 소형 SUV 차량이다.

## 시로스 (2025년~)
2024년 12월 22일 인도에서 세계 최초로 공개됐다. '시로스'는 그리스 키클라데스 제도에 있는 섬 이름으로 전통과 서구문화가 조화를 이루는 시로스 섬처럼 경쟁 모델과 차별화하겠다는 의미를 담고 있다.
전장 3,995㎜, 전폭 1,805㎜, 전고 1,625㎜로 과거 기아의 베스트셀러 쏘울(전장 4,196mm, 전폭 1,801mm, 전고 1,600mm)과 비슷한 크기이며 외관은 '오퍼짓 유나이티드'를 바탕으로 기아의 패밀리룩인 스타맵 시그니처 LED 라이팅과 디지털 타이거 페이스가 적용됐다. 측면은 17인치 크리스탈 컷 알로이 휠 등이 탑재됐고, 기아 로고가 들어간 퍼들램프와 유선형 도어 핸들 등이 특징이다.
실내는 12.3인치 HD 디스플레이 클러스터, 5인치 공조, 12.3인치 인포테인먼트 시스템이 이어진 파노라믹 디스플레이, 하만 카돈 프리미엄 사운드 시스템, 무선 충전 시스템, 뒷좌석 라이딩 및 리클라이닝, 60 대 40 분할 시트 등이 적용됐다.
무선 소프트웨어 업데이트가 적용되며 전방 충돌방지 보조, 차로 이탈방지 보조, 차로 유지 보조, 스마트 크루즈 컨트롤, 운전자 주의 경고, 하이빔 보조, 서라운드 뷰 모니터, 후방 주차 충돌방지 보조 등 첨단 운전자 보조 시스템도 이용할 수 있다.
파워트레인은 1.0 가솔린 터보와 2.5 디젤로 출시된다. 1.0 가솔린 터보는 최고 출력 120마력, 최대 토크 172Nm이며 1.5 디젤은 최고 출력 116마력, 최대 토크 250Nm을 갖췄다.